# 紹卡利斯基灣

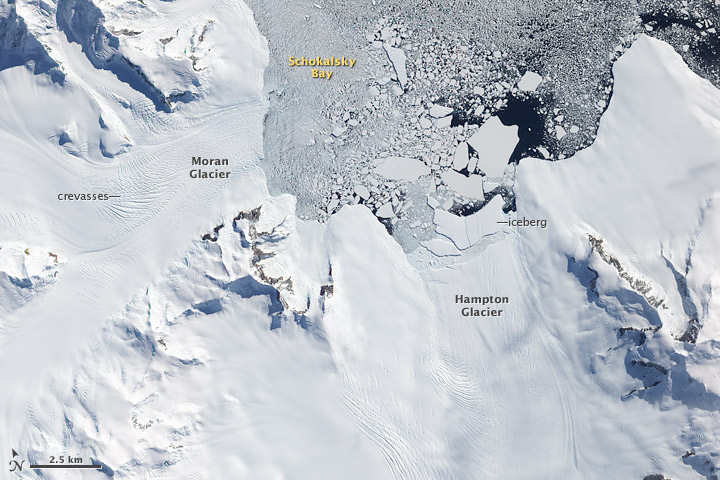

紹卡利斯基灣（英語：Schokalsky Bay）是南極洲的海灣，位於亞歷山大一世島東部，處於加萊山和布朗角之間，長17公里、寬11公里，現時由南極條約體系管理。